# Grant (Nebraska)
Grant ist eine Stadt und Sitz der Countyverwaltung (County Seat) des Perkins Countys im US-Bundesstaat Nebraska.

## Geschichte
Nachdem der Ort 1886 gegründet worden war, musste man kurze Zeit später mit der kompletten Stadt ca. 1 km in südliche Richtung umziehen, um Anschluss an das Schienennetz der Eisenbahn zu bekommen. Als 1887 Perkins County entstand, wurde Grant zum County Seat gewählt.

## Geographie
Grant liegt im Südwesten Nebraskas ca. 30 km südlich der Interstate 80. Es hat Anbindung an die Nebraska State Highways 23 und 61. Die Grenze zu Colorado liegt ca. 28 km westlich der Stadt.

## Demographie
Laut United States Census 2000 hat Grant 1225 Einwohner, davon 568 Männer und 657 Frauen.